# Ucrania en los Juegos Paralímpicos de Londres 2012
Ucrania estuvo representada en los Juegos Paralímpicos de Londres 2012 por un total de 149 deportistas, 84 hombres y 65 mujeres.

## Medallistas
El equipo paralímpico ucraniano obtuvo las siguientes medallas:
| Nombre | Deporte                    | Evento                                           |
| --- | -------------------------- | ------------------------------------------------ |
| Oro |                            |                                                  |
| Mariya Pomazan | Atletismo                  | Peso F35/36 femenino                             |
| Oxana Zubkovska | Atletismo                  | Salto de longitud F11/12 femenino                |
| Iuri Tsaruk | Atletismo                  | 100 m T35 masculino                              |
| Iuri Tsaruk | Atletismo                  | 200 m T35 masculino                              |
| Roman Pavlyk | Atletismo                  | 200 m T36 masculino                              |
| Andri Holivets | Atletismo                  | Peso F11/12 masculino                            |
| Ruslan Katyshev | Atletismo                  | Salto de longitud T11 masculino                  |
| Roman Pavlyk | Atletismo                  | Salto de longitud T36 masculino                  |
| Yegor Dementyev | Ciclismo en ruta           | Ruta C4-5 masculino                              |
| Yegor Dementyev | Ciclismo en ruta           | Contrarreloj C5 masculino                        |
| Nataliya Prologayeva | Natación                   | 50 m libre S5 femenino                           |
| Nataliya Prologayeva | Natación                   | 100 m braza SB4 femenino                         |
| Nataliya Prologayeva | Natación                   | 200 m estilos SM5 femenino                       |
| Oxana Jrul | Natación                   | 50 m mariposa S6 femenino                        |
| Viktoriya Savtsova | Natación                   | 100 m braza SB6 femenino                         |
| Jrystyna Yurchenko | Natación                   | 100 m braza SB9 femenino                         |
| Maxym Veraksa | Natación                   | 50 m libre S12 masculino                         |
| Maxym Veraksa | Natación                   | 100 m libre S12 masculino                        |
| Maxym Veraksa | Natación                   | 200 m estilos SM12 masculino                     |
| Yevheni Bohodaiko | Natación                   | 100 m braza SB6 masculino                        |
| Yevheni Bohodaiko | Natación                   | 200 m estilos SM7 masculino                      |
| Hennadi Boiko | Natación                   | 50 m espalda S1 masculino                        |
| Eskender Mustafayev | Natación                   | 50 m libre S4 masculino                          |
| Andréi Kalina | Natación                   | 100 m braza SB8 masculino                        |
| Olexi Fedyna | Natación                   | 100 m braza SB13 masculino                       |
| Dmytro Zalevski | Natación                   | 100 m espalda S11 masculino                      |
| Viktor Smyrnov | Natación                   | 100 m mariposa S11 masculino                     |
| Alla Lysenko | Remo                       | Scull individual AS femenino                     |
| Vasyl Kovalchuk | Tiro                       | Rifle de aire en posición tendida 10 m SH2 mixto |
| Davyd Jorava | Yudo                       | –66 kg masculino                                 |
| Olexandr Kosinov | Yudo                       | –81 kg masculino                                 |
| Dmytro Solovey | Yudo                       | –73 kg masculino                                 |
| Plata |                            |                                                  |
| Oxana Boturchuk | Atletismo                  | 400 m T12 femenino                               |
| Viktoriya Kravchenko | Atletismo                  | 400 m T37 femenino                               |
| Mariya Pomazan | Atletismo                  | Disco F35/36 femenino                            |
| Anastasiya Mysnyk | Atletismo                  | Peso F20 femenino                                |
| Inna Stryzhak | Atletismo                  | Salto de longitud F37/38 femenino                |
| Vasyl Lishchynskyi | Atletismo                  | Disco F11 masculino                              |
| Olexi Pashkov | Atletismo                  | Disco F35/36 masculino                           |
| Anton Datsko | Esgrima en silla de ruedas | Floret iendividual B masculino                   |
| Volodymyr Antonyuk Olexandr Devlysh Ivan Dotsenko Taras Dutko Olexi Hetun Ihor Kosenko Denys Ponomaryov Anatoli Shevchyk Ivan Shkvarlo Kostiantyn Symashko Vitali Trushev Yevhen Zinoviev | Fútbol 7                   | Torneo masculino                                 |
| Olga Sviderska | Natación                   | 50 m libre S3 femenino                           |
| Olga Sviderska | Natación                   | 100 m libre S3 femenino                          |
| Ganna Ielisavetska | Natación                   | 50 m espalda S2 femenino                         |
| Oxana Jrul | Natación                   | 100 m braza SB7 femenino                         |
| Yana Berezhna | Natación                   | 100 m braza SB11 femenino                        |
| Nataliya Prologayeva | Natación                   | 100 m libre S5 femenino                          |
| Kateryna Istomina | Natación                   | 100 m mariposa S8 femenino                       |
| Dmytro Vynohradets | Natación                   | 50 m espalda S3 masculino                        |
| Dmytro Vynohradets | Natación                   | 150 m estilos SM3 masculino                      |
| Yevheni Bohodaiko | Natación                   | 50 m mariposa S7 masculino                       |
| Yevheni Bohodaiko | Natación                   | 100 m espalda S7 masculino                       |
| Andréi Kalina | Natación                   | 200 m estilos SM9 masculino                      |
| Viktor Smyrnov | Natación                   | 200 m estilos SM11 masculino                     |
| Danylo Chufarov | Natación                   | 400 m libre S13 masculino                        |
| Antonina Jodzynska | Tenis de mesa              | Individual 6 femenino                            |
| Bronce |                            |                                                  |
| Inna Stryzhak | Atletismo                  | 100 m T38 femenino                               |
| Inna Stryzhak | Atletismo                  | 200 m T38 femenino                               |
| Oxana Boturchuk | Atletismo                  | 100 m T12 femenino                               |
| Svitlana Kudelya | Atletismo                  | Peso F20 femenino                                |
| Roman Pavlyk | Atletismo                  | 100 m T36 masculino                              |
| Roman Pavlyk | Atletismo                  | 400 m T36 masculino                              |
| Ruslan Katyshev | Atletismo                  | Triple salto F11 masculino                       |
| Lídiya Soloviova | Levantamiento de potencia  | –44 kg femenino                                  |
| Iryna Sotska | Natación                   | 50 m estilos S2 femenino                         |
| Ani Palian | Natación                   | 50 m libre S7 femenino                           |
| Yaryna Matlo | Natación                   | 100 m braza SB12 femenino                        |
| Olexandr Mashchenko | Natación                   | 100 m braza SB11 masculino                       |
| Olexandr Mashchenko | Natación                   | 200 m estilos SM11 masculino                     |
| Sergui Klippert | Natación                   | 100 m espalda S12 masculino                      |
| Sergui Klippert | Natación                   | 400 m libre S12 masculino                        |
| Dmytro Vynohradets | Natación                   | 50 m braza SB2 masculino                         |
| Olexandr Golovko | Natación                   | 50 m espalda S1 masculino                        |
| Olexi Fedyna | Natación                   | 50 m libre S13 masculino                         |
| Maxym Veraksa | Natación                   | 100 m braza SB12 masculino                       |
| Viktor Smyrnov | Natación                   | 100 m espalda S11 masculino                      |
| Danylo Chufarov | Natación                   | 200 m estilos SM13 masculino                     |
| Denys Sobol Andri Stelmaj Volodymyr Kozlov Kateryna Morozova Yelena Pujayeva | Remo                       | Cuatro con timonel LTA mixto                     |
| Yuliya Klymenko | Tenis de mesa              | Individual 6 femenino                            |
| Viktoriya Safonova | Tenis de mesa              | Individual 7 femenino                            |
| Myjaylo Popov | Tenis de mesa              | Individual 7 masculino                           |
| Valentyna Brik Anzhelika Churkina Larysa Klochkova Galyna Kuznetsova Olena Manankova Inna Osetynska Larysa Ponomarenko Margaryta Pryvalyjina Olga Shatylo Larysa Sinchuk Ilona Yudina     | Voleibol sentado           | Torneo femenino                                  |
| Yuliya Halinska | Yudo                       | –48 kg femenino                                  |
| Nataliya Nikolaychyk | Yudo                       | –52 kg masculino                                 |